# S Club 7
Gli S Club 7 sono un gruppo musicale pop britannico inglese, creato dal manager delle Spice Girls, Simon Fuller.

## Storia
Dal 1999 al 2003 gli S Club 7 hanno pubblicato cinque album (quattro inediti e una raccolta) riscuotendo un notevole successo sia in patria, sia in Europa che negli Stati Uniti. Oltre alla musica hanno anche girato anche quattro serie televisive. Dopo l'abbandono di uno dei membri, Paul Cattermole, nel 2002, gli S Club 7 mutarono il loro nome in S Club.
Su di loro furono basate anche le serie inglesi Miami 7 e la successiva L.A. 7, che andarono in onda in Italia su RAI UNO tra il 2000 e il 2001 all'interno del programma televisivo per ragazzi Solletico.
Nel 2003 il gruppo si era sciolto, ma il 22 ottobre 2014 gli S Club 7 hanno annunciato una breve reunion in occasione dell'annuale manifestazione benefica Children in Need. Nel 2023 la formazione si è ufficialmente ricostituita. Nel mese di aprile dello stesso anno è morto l'ex membro Cattermole.

## Formazione

### Membri attuali
- Rachel Stevens
- Bradley McIntosh
- Tina Barrett
- Jo O'Meara
- Hannah Spearritt
- Jon Lee

### Ex membri
- Paul Cattermole

## Discografia

### Album in studio
- 1999 - S Club
- 2000 - 7
- 2001 - Sunshine
- 2002 - Seeing Double
- 2003 - Best - The Greatest Hits

### Singoli
- 1999 - Bring It All Back
- 1999 - S Club Party
- 1999 - Two In a Milion - You're My Number One
- 2000 - Reach
- 2000 - Natural
- 2000 - Never Had a Dream Come True
- 2001 - Don't Stop Moving
- 2001 - Have You Ever
- 2002 - You
- 2002 - Alive
- 2003 - Say Goodbye - Love Ain't Gonna Wait For You